# Зјембице
Зјембице (пољ. Ziębice) град је у Пољској у Војводству доњошлеском. По подацима из 2012. године број становника у месту је био 9200.

## Становништво
| 2012. |
| ----- |
| 9.200 |